# Вашингтон, Гарольд
Гарольд Ли Вашингтон (англ. Harold Lee Washington; 15 апреля 1922 — 25 ноября 1987) — американский юрист и политик, мэр Чикаго (1983—1987).

## Биография
Гарольд родился 15 апреля 1922 года в Больнице округа Кук, в семье Роя и Берты Вашингтон, которые поженились в 1916 году. Сначала Вашингтон работал на мясокомбинате, а затем отец помог ему устроиться на работу в отделение Министерства финансов США в городе. Там он познакомился с Нэнси Дороти Финч, на которой женился в 1942 году. В тот же год его призвали в армию США для участия во Второй мировой войне. В конечном итоге Вашингтон дослужился до звания первого сержанта. После войны он учился в Рузвельтском и Северо-Западном университетах. В 1950 году развёлся с Финч. С 1951 года Вашингтон начал карьеру в политике и до становления мэром побывал членом Палаты представителей Иллинойса, Сената Иллинойса и Палаты представителей США. В 1983 году его избрали мэром Чикаго, и Вашингтон занимал эту должность до своей смерти в 1987 году.